# Lanius somalicus
Lanius somalicus é uma espécie de ave da família Laniidae.
Pode ser encontrada nos seguintes países: Djibouti, Etiópia, Quénia e Somália.
Os seus habitats naturais são: matagal árido tropical ou subtropical.